# 表功牌坊
表功牌坊，位于中国广东省惠州市桥西桥子头，为惠州市的一个市、县级文物保护单位，类型为古建筑，公布时间为1990年。
表功牌坊的历史年代为明代。